# A Letter Home
Albums de Neil Young
Live at the Cellar Door
(2013) Storytone
(2014)
A Letter Home est un album de Neil Young sorti en avril 2014. Il est entièrement composé de reprises.

## Enregistrement
A Letter Home est enregistré au studio Third Man Records de Nashville, dans le Tennessee, sur une cabine Voice-o-Graph de 1947. Ces cabines, autrefois courantes dans les salles d'arcade et les fêtes foraines aux États-Unis, permettent d'enregistrer dans une qualité assez médiocre 2 minutes de son sur des disques vinyles de 6 pouces de diamètre,. L'album est coproduit par Neil Young avec Jack White, qui participe également aux chansons On the Road Again (chant et guitare) et I Wonder If I Care as Much (chant et piano).

## Parution
A Letter Home a paru le 19 avril 2014, le jour du Record Store Day, dans trois formats : CD, 33 tours et coffret. Ce dernier comprend l'album au format CD et 33 tours, ainsi qu'un DVD et sept disques 6 pouces correspondant à ceux enregistrés dans la cabine Voice-o-Graph.

## Titres
1. A Letter Home Intro – 2:16
2. Changes (Phil Ochs) – 3:56
3. Girl from the North Country (Bob Dylan) – 3:32
4. Needle of Death (Bert Jansch) – 4:57
5. Early Morning Rain (en) (Gordon Lightfoot) – 4:24
6. Crazy (Willie Nelson) – 2:16
7. Reason to Believe (en) (Tim Hardin) – 2:47
8. On the Road Again (Willie Nelson) – 2:23
9. If You Could Read My Mind (Gordon Lightfoot) – 4:04
10. Since I Met You Baby (Ivory Joe Hunter) – 2:13
11. My Hometown (en) (Bruce Springsteen) – 4:08
12. I Wonder If I Care as Much (The Everly Brothers) – 2:29

## Musiciens
- Neil Young : chant, guitare, harmonica, piano
- Jack White : chant, guitare, piano